# Maupitimonark
Maupitimonark (Pomarea pomarea) är en utdöd fågel i familjen monarker inom ordningen tättingar. Den förekom tidigare i höglänta områden på ön Maupiti i Sällskapsöarna men är endast känd från typexemplaret insamlat 1823 och har inte setts sedan dess. IUCN kategoriserar den som utdöd.